# One Times Square
One Times Square, também conhecido como 1475 Broadway, New York Times Building, New York Times Tower ou simplesmente Times Tower, é um arranha-céu de 25 andares de 111 metros de altura, projetado por Cyrus LW Eidlitz, localizado na 42nd Street e Broadway na cidade de Nova York, Nova York.
A torre foi originalmente construída para servir como sede do The New York Times, que se mudou oficialmente para a torre em janeiro de 1904. Oito anos depois, o jornal mudou-se para um novo prédio, 229 West 43rd Street. Mesmo após a saída do Times, o One Times Square permaneceu como um importante ponto focal da Times Square devido às suas festividades anuais como a queda da bola da Times Square na véspera de Ano Novo e à introdução de um ticker de notícias eletrônicas nas ruas em 1928.
Após sua venda para o Lehman Brothers, em 1995, o One Times Square foi reutilizado com outdoors de publicidade em sua fachada para aproveitar sua localização privilegiada dentro da praça. A maior parte do interior do edifício permanece vazia (além de seu único inquilino principal, uma farmácia Walgreens que ocupa seus níveis mais baixos, embora tenham sido anunciados planos em 2017 para construir um novo museu e observatório da Times Square em parte do espaço vago), enquanto seu exterior apresenta um grande número de outdoors tradicionais e eletrônicos. Devido à grande quantidade de receita gerada por seus anúncios, o One Times Square é considerado um dos locais de publicidade mais valiosos do mundo.

## Sede daNew York Times
No local do Pabst Hotel, um novo prédio foi concluído em 1904 para servir como sede do The New York Times, que se mudou oficialmente para o prédio em janeiro de 1905. O dono do jornal, Adolph Ochs, também convenceu a cidade a renomear a área circundante (então conhecida como Longacre Square ) após o jornal, tornando - se Times Square. Para ajudar a promover a nova sede, o Times realizou um evento de véspera de Ano Novo em 31 de dezembro de 1903, dando as boas-vindas ao ano de 1904 com uma queima de fogos de artifício saindo do telhado do prédio à meia-noite. O evento foi um sucesso, atraindo 200.000 espectadores, e continuou anualmente até 1907.   Em 1908, Ochs substituiu a tela pelo que ele achava que seria um evento mais espetacular — o abaixamento de uma bola acesa no mastro do prédio à meia-noite, padronizou o uso de bolas de ponto para indicar uma determinada hora do dia. O "lançamento da bola" ainda é realizado no One Times Square até hoje, atraindo uma média de um milhão de espectadores anualmente.

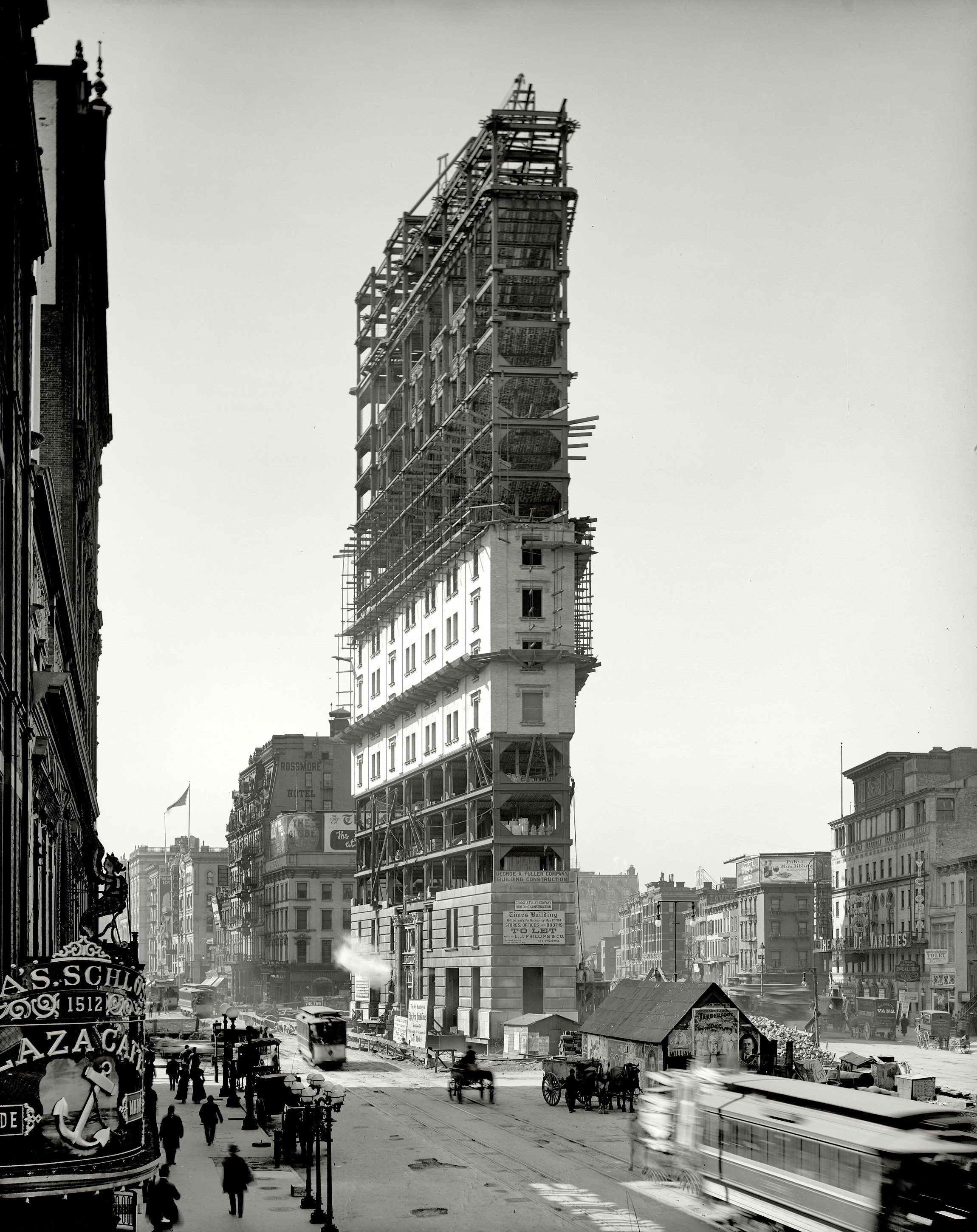
Em construção em 1903

## Outdoors
Em 1992, os proprietários do One Times Square entraram com pedido de proteção contra falência. Em março de 1995, o One Times Square foi vendido à empresa de serviços financeiros Lehman Brothers por US$ 27,5 milhões. Os novos proprietários consideraram que não seria rentável alojar novos inquilinos na torre devido ao custo da extensa renovação necessária para torná-la adequada para os inquilinos, em comparação com a receita de aluguel relativamente pequena que seu espaço limitado trouxeram. Em vez disso, eles decidiram comercializar a torre como um local para a publicidade capitalizar sua localização proeminente dentro do Times Square. Todo o exterior do One Times Square acima do ticker foi modificado para adicionar um quadro de grade para a montagem de placas de outdoor.
Ao longo de 1996, foram instalados os primeiros outdoors eletrônicos do One Times Square, como um outdoor Cup Noodles com efeitos de vapor foi adicionado à frente da torre, mais tarde acompanhado por um sinal animado da Budweiser. Em outubro, uma tela de 55 pés patrocinada pela ITT Corporation foi introduzida no topo da torre, que apresentaria anúncios em vídeo e anúncios de serviços à comunidade. Em dezembro de 1996, um monitor Panasonic operado pela NBC conhecido como Astrovision foi introduzido como um substituto do Jumbotron da Sony na base da torre.
Lehman Brothers vendeu o One Times Square em 1997 para o Jamestown LP por US $ 117 milhões. Os registros relacionados à venda revelaram que os outdoors da torre estavam gerando uma receita líquida de US$ 7 milhões por ano, representando um lucro de 300%. Com o turismo crescente e o alto tráfego na área de Times Square (com uma média anual de mais de 100 milhões de pedestres — juntamente com seu destaque na cobertura da mídia das festividades de Ano Novo, vistas por uma ampla audiência anualmente), a receita anual dos sinais cresceu para mais de US$ 23 milhões em 2012 — rivalizando com o Piccadilly Circus de Londres como o espaço publicitário público mais valioso do mundo.

### Outdoors

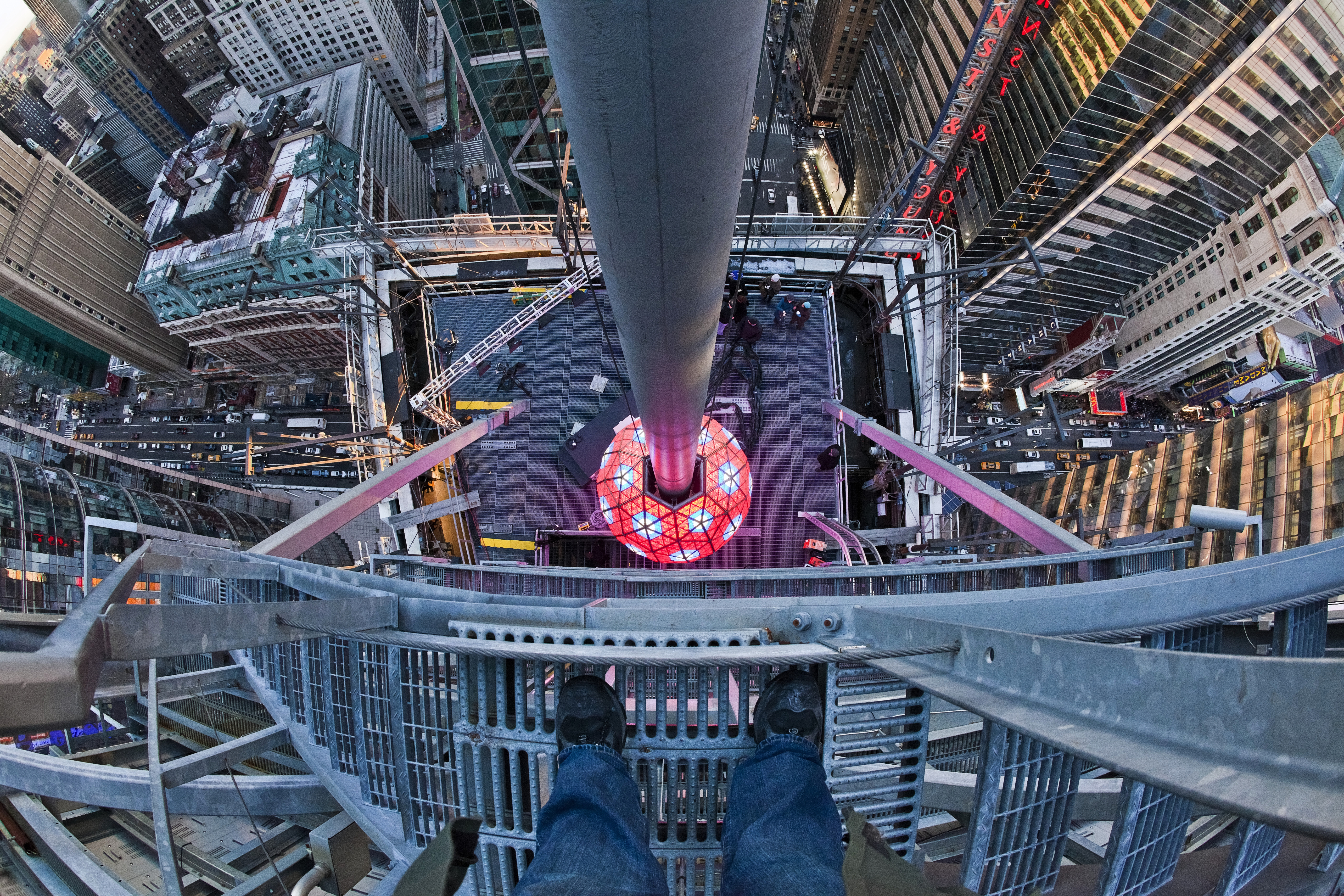
O telhado redesenhado do One Times Square, como visto em 30 de dezembro de 2012, agora apresenta a bola de Ano Novo como uma adição permanente.

De 1996 a 2006, a Nissin Foods operou um outdoor da Cup Noodles com efeitos de fumaça (um efeito que também havia sido famoso por outros outdoors da Times Square, como a placa Camel Cigarettes). O outdoor da Cup Noodles foi substituído em 2006 por um da General Motors com um relógio da marca Chevrolet; no entanto, como parte dos cortes resultantes da falência e reorganização da GM, o Chevrolet Clock foi removido em 2009 e, eventualmente, substituído pela exibição atual do Dunkin 'Donuts.
Em 19 de agosto de 1998, o Discover Card substituiu a ITT Corporation como operadora e patrocinadora da tela principal no One Times Square, como parte de um contrato de dez anos. O acordo veio junto com o anúncio de que o Discover Card seria um patrocinador oficial das festividades da véspera de Ano Novo de 2000 na Times Square.
Em 2006, a News Corporation (renomeada 21st Century Fox em 2013 antes de ser adquirida pela The Walt Disney Company em 2019) substituiu a NBC como operadora e patrocinadora da tela Astrovision. Em 2010, a Sony retornou ao One Times Square substituindo a News Corp. Tela da Panasonic com um novo display LED de alta definição.
Em dezembro de 2007, a Toshiba assumiu o patrocínio da tela mais alta do One Times Square do Discover Card em um contrato de locação de 10 anos. Ao longo de 2008, começaram a ser feitas atualizações na parte superior do One Times Square; incluindo a instalação de novos displays de LED de alta definição da Toshiba (conhecidos como ToshibaVision) e o redesenho de seu telhado para acomodar uma bola de véspera de Ano Novo maior, que se tornou um elemento decorativo do edifício durante o ano todo em 2009.  Em 23 de novembro de 2017, a Toshiba anunciou que encerraria o patrocínio do One Times Square no início de 2018, citando medidas de corte de custos em andamento.
Em 31 de maio de 2019, a Samsung Electronics America concluiu o processo de três meses de instalação de uma tela LED de 1.081 m² de cinco telas no One Times Square, capaz de vídeo em movimento total e transmissão ao vivo. Será usado principalmente para anúncios. O conjunto de LEDs usa a tecnologia SMART LED Signage da Samsung, XPS 160 e XPS 080, que utiliza um design de economia de energia e calibração de cores avançada.